# Thiago Keplmair
Thiago Keplermair "Keplmair" (São Paulo, 13 de maio de 1990) é um ator, dublador e diretor de dublagem brasileiro, mais conhecido por dublar Max em Pokémon, Sota em InuYasha, Rock Lee em Naruto, e Dipper em Gravity Falls: Um Verão de Mistérios. É irmão mais novo de Tatiane Keplmair, também dubladora. Thiago começou a dublar aos cinco anos de idade.
Em 2003 ganhou o Prêmio Yamato por Melhor Revelação como Sota em InuYasha.

## Dublagem

### Animes e desenhos
- Max em Pokémon[3]
- Mizuiro Kojima em Bleach[5]
- Rock Lee em Naruto,[5] Naruto Shippuden e The Last: Naruto O Filme
- Souta Higurashi em InuYasha[6]
- Tommy Himi em Digimon Frontier[6]
- Tory em MegaMan NT Warrior[6]
- Dipper Pines em Gravity Falls: Um Verão de Mistérios
- Tom na franquia do CD New Happy Book (Editora Scipione) que ensina os objetos e coisas em inglês (lançado em 2002)
- Harry Osborn em O Espetacular Homem-Aranha